# Bangi
Bangi è una piccola città malese, situata a sud del distretto di Hulu Langat dello stato di Selangor. Distante 9km da Kajang, con la quale è collegata grazie alla linea ferroviaria KTM Komuter, Bangi è circondata da stabilimenti industriali che producono olio di palma. Vicino alla cittadina, infatti, si trova un laboratorio di ricerca utilizzato, in collaborazione, dal Malaysian Palm Oil Board e dalla National University of Malaysia.
Bangi non deve essere confusa con Bandar Baru Bangi, una città più grande e costruita più di recente, che si trova parecchi chilometri più a nord dello stesso distretto ed è più vicina alla località di Kajang.